# إيركو
إيركو أو شركة صناعة الطائرات المحدودة (بالإنجليزية: The Aircraft Manufacturing Company Limited) المعروفة أختصارا بأسم إيركو (Airco) هي شركة تصنيع طائرات بريطانية سابقة، تأسست في 1912. يقع مقرها في لندن، إنجلترا. كانت تعمل في الفترة مابين 1912-1920. أنتجت إيركو الآلاف من الطائرات لصالح الجيش البريطاني خلال الحرب العالمية الأولى، ومعظمها تم تصميمه من قبل مصمم الشركة الرئيس، جيفري دي هافيلاند. تم الإعلان في عام 1918 بأن إيركو هي أكبر شركة طائرات في العالم.
أنشئت إيركو أول شركة خطوط طيران جوية في المملكة المتحدة، وهي شركة طائرات النقل والسفر المحدودة، كشركة تابعة. بعد نهاية الحرب، ومع وجود وفرة من طائرات الحرب الفائض عن الحاجة وعدم اهتمام الحكومة في الطيران، تسبب في خسائر كبيرة لشركة إيركو مما جعلها غير رابحة، وفي عام 1920 تم بيعها لشركة برمنغهام للأسلحة الصغيرة، والتي بدورها صفت عملياتها في وقت لاحق من ذلك العام، وينطوي نهائيا تاريخ شركة إيركو.